# Diarthonis
Diarthonis is een monotypisch geslacht van schimmels behorend tot de familie Arthoniaceae. Het bevat alleen de soort Diarthonis spadicea.